# Ивало (аэропорт)
Ивало (ИАТА: IVL, ИКАО: EFIV) — аэропорт в посёлке Ивало, Инари, Финляндия. Расположен в 11 км к юго-западу от Ивало, муниципального центра Инари, и в 25 км к северу от Саариселькя. Самый северный аэропорт Финляндии. Пассажиропоток аэропорта составил в 2013 года 146 тысяч человек.
Планируется, что в 2014—2015 годах компанией Finavia будут проведены значительные работы по реконструкции и расширению аэропорта, на эти цели выделено 13,5 млн евро. К весне 2015 года должна быть проведена реконструкция терминала (особенно досмотровая линия и объекты в зоне ожидания), увеличено число парковочных мест, отремонтированы дороги. Целью проведения работ является в первую очередь повышение туристической привлекательности финской Лапландии.

## Статистика
| Год  | Внутренние рейсы | Международные рейсы | Всего пассажиров | Изменение |
| ---- | ---------------- | ------------------- | ---------------- | --------- |
| 2005 | 123,257          | 28,954              | 152,211          | −1.2 % ▼  |
| 2006 | 121,908          | 31,427              | 153,335          | +0.7 % ▲  |
| 2007 | 117,305          | 28,565              | 145,870          | −4.9 % ▼  |
| 2008 | 113,374          | 24,279              | 137,653          | −5.6 % ▼  |
| 2009 | 110,004          | 20,588              | 130,592          | −5.1 % ▼  |
| 2010 | 92,838           | 19,102              | 111,940          | −14.3 % ▼ |
| 2013 |                  |                     | 146,000          |           |